# Gargara penangi
Gargara penangi är en insektsart som beskrevs av William D. Funkhouser. Gargara penangi ingår i släktet Gargara och familjen hornstritar. Inga underarter finns listade i Catalogue of Life.